# Gare de De Hoek
Pour les articles homonymes, voir De Hoek.
La gare de De Hoek est une gare ferroviaire belge de la ligne 124, de Bruxelles-Midi à Charleroi-Central, desservant le village de De Hoek, située sur le territoire de la commune de Rhode-Saint-Genèse dans la province du Brabant flamand en région flamande.
Elle est mise en service en 1933 par la Société nationale des chemins de fer belges (SNCB). 
C'est une halte voyageurs de la SNCB, desservie par des trains Suburbains (S1).

## Situation ferroviaire
Établie à 112 mètres d'altitude, la gare de De Hoek est située au point kilométrique (PK) 12,261 de la ligne 124, de Bruxelles-Midi à Charleroi-Central, entre les gares de Rhode-Saint-Genèse et de Waterloo.

## Histoire
L'arrêt de De Hoek est mis en service le 31 juillet 1933 par la Société nationale des chemins de fer belges (SNCB).

## Service des voyageurs

### Accueil
Halte SNCB, c'est un point d'arrêt non gardé (PANG), à accès libre.
La traversée des voies et le passage d'un quai à l'autre s'effectue par les escaliers qui permettent de rejoindre la rue du Hameau et passer sur le pont ferroviaire.

### Desserte
De Hoek est desservie par des trains Suburbains (S) de la SNCB sur la ligne commerciale 124 Bruxelles - Charleroi. C’est une des gares de la Ligne S1 du RER bruxellois
Elle desservie en semaine par un seul train par heure (dans chaque sens) qui relie Nivelles à Anvers-Central.
- En semaine, le premier train S1 de la journée part de Charleroi-Central au lieu de Nivelles ;
- Les samedis, il y a deux trains par heure au lieu d'un seul ;
- Les dimanches, il n'y a qu'un train par heure et il a son terminus à Bruxelles-Nord.

### Intermodalité
Quelques places de stationnement, non aménagées, sont disponibles pour des véhicules à l'entrée de la halte.

## Travaux RER Bruxellois
Dans le cadre du futur réseau express régional bruxellois d'importants travaux étaient prévus sur le site de la gare de 2010 à 2013. Il est notamment prévu l'aménagement d'un parking de 14 places. Le RER bruxellois étant retardé à une date inconnue, ces travaux n'ont cependant pas encore commencé en 2022.

## Comptage voyageurs
Le graphique et le tableau montrent le nombre de passagers qui en moyenne embarquent durant la semaine, le samedi et le dimanche.
| Nombre de voyageurs qui embarquent à la gare de De Hoek | Nombre de voyageurs qui embarquent à la gare de De Hoek | Nombre de voyageurs qui embarquent à la gare de De Hoek | Nombre de voyageurs qui embarquent à la gare de De Hoek |
|                                                         | Semaine                                                 | Samedi                                                  | Dimanche                                                |
| ------------------------------------------------------- | ------------------------------------------------------- | ------------------------------------------------------- | ------------------------------------------------------- |
| 1977                                                    | 364                                                     | 107                                                     | 72                                                      |
| 1978                                                    | 287                                                     | 92                                                      | 58                                                      |
| 1979                                                    | 362                                                     | 94                                                      | 74                                                      |
| 1980                                                    | 368                                                     | 78                                                      | 60                                                      |
| 1981                                                    | 313                                                     | 99                                                      | 71                                                      |
| 1982                                                    | 339                                                     | 66                                                      | 64                                                      |
| 1983                                                    | 231                                                     | 86                                                      | 45                                                      |
| 1984                                                    | 252                                                     | 54                                                      | 46                                                      |
| 1985                                                    | 213                                                     | 75                                                      | 67                                                      |
| 1986                                                    | 208                                                     | 75                                                      | 58                                                      |
| 1987                                                    | 188                                                     | 72                                                      | 46                                                      |
| 1988                                                    | 208                                                     | 57                                                      | 43                                                      |
| 1989                                                    | 273                                                     | 79                                                      | 44                                                      |
| 1990                                                    | 231                                                     | 72                                                      | 45                                                      |
| 1991                                                    | 227                                                     | 118                                                     | 68                                                      |
| 1992                                                    | 228                                                     | 89                                                      | 65                                                      |
| 1993                                                    | 229                                                     | 108                                                     | 18                                                      |
| 1994                                                    | 226                                                     | 129                                                     | 66                                                      |
| 1995                                                    | 192                                                     | 87                                                      | 57                                                      |
| 1996                                                    | 184                                                     | 99                                                      | 78                                                      |
| 1997                                                    | 174                                                     | 77                                                      | 52                                                      |
| 1998                                                    | 202                                                     | 120                                                     | 66                                                      |
| 1999                                                    | 222                                                     | 128                                                     | 86                                                      |
| 2000                                                    | 220                                                     | 200                                                     | 92                                                      |
| 2001                                                    | 221                                                     | 126                                                     | 56                                                      |
| 2002                                                    | 221                                                     | 122                                                     | 64                                                      |
| 2003                                                    | 226                                                     | 135                                                     | 86                                                      |
| 2004                                                    | 207                                                     | 109                                                     | 64                                                      |
| 2005                                                    | 218                                                     | 135                                                     | 62                                                      |
| 2006                                                    | 212                                                     | 118                                                     | 94                                                      |
| 2007                                                    | 208                                                     | 162                                                     | 61                                                      |
| 2008                                                    | -                                                       | -                                                       | -                                                       |
| 2009                                                    | 195                                                     | 158                                                     | 58                                                      |
| 2010                                                    | -                                                       | -                                                       | -                                                       |
| 2011                                                    | -                                                       | -                                                       | -                                                       |
| 2012                                                    | 192                                                     | 68                                                      | 44                                                      |
| 2013                                                    | 213                                                     | 71                                                      | 58                                                      |
| 2014                                                    | 270                                                     | 102                                                     | 38                                                      |
| 2015                                                    | 207                                                     | 86                                                      | 64                                                      |
| 2016                                                    | 248                                                     | 109                                                     | 67                                                      |
| 2017                                                    | 231                                                     | 112                                                     | 99                                                      |
| 2018                                                    | 233                                                     | 122                                                     | 81                                                      |
| 2019                                                    | 204                                                     | 192                                                     | 91                                                      |
| 2020                                                    | 137                                                     | 99                                                      | 69                                                      |
| 2021                                                    | -                                                       | -                                                       | -                                                       |
| 2022                                                    | 274                                                     | 230                                                     | 107                                                     |
| 2023                                                    | 214                                                     | 235                                                     | 79                                                      |
| 2024                                                    | 231                                                     | 216                                                     | 81                                                      |

## Galerie

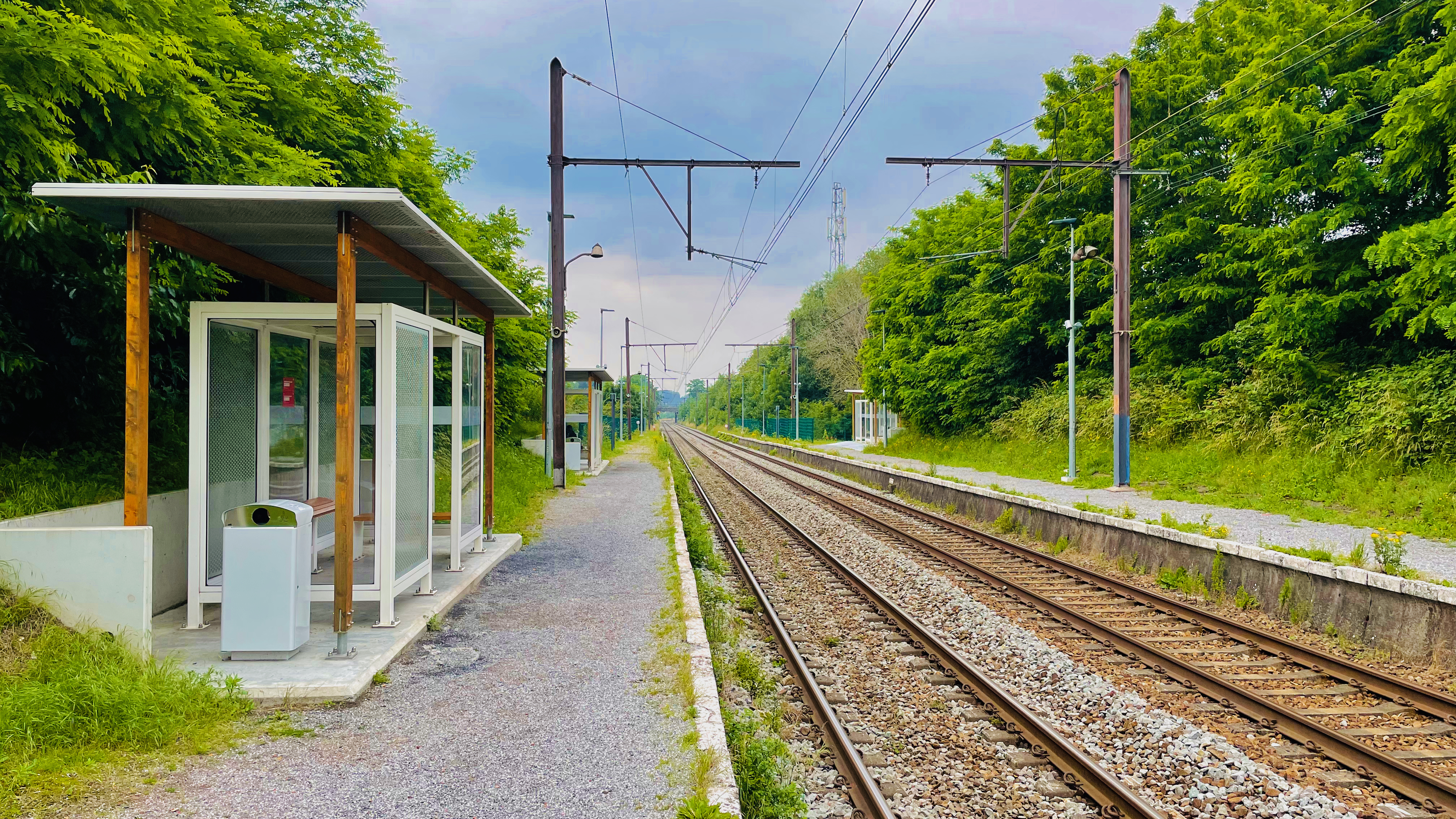
Les quais.
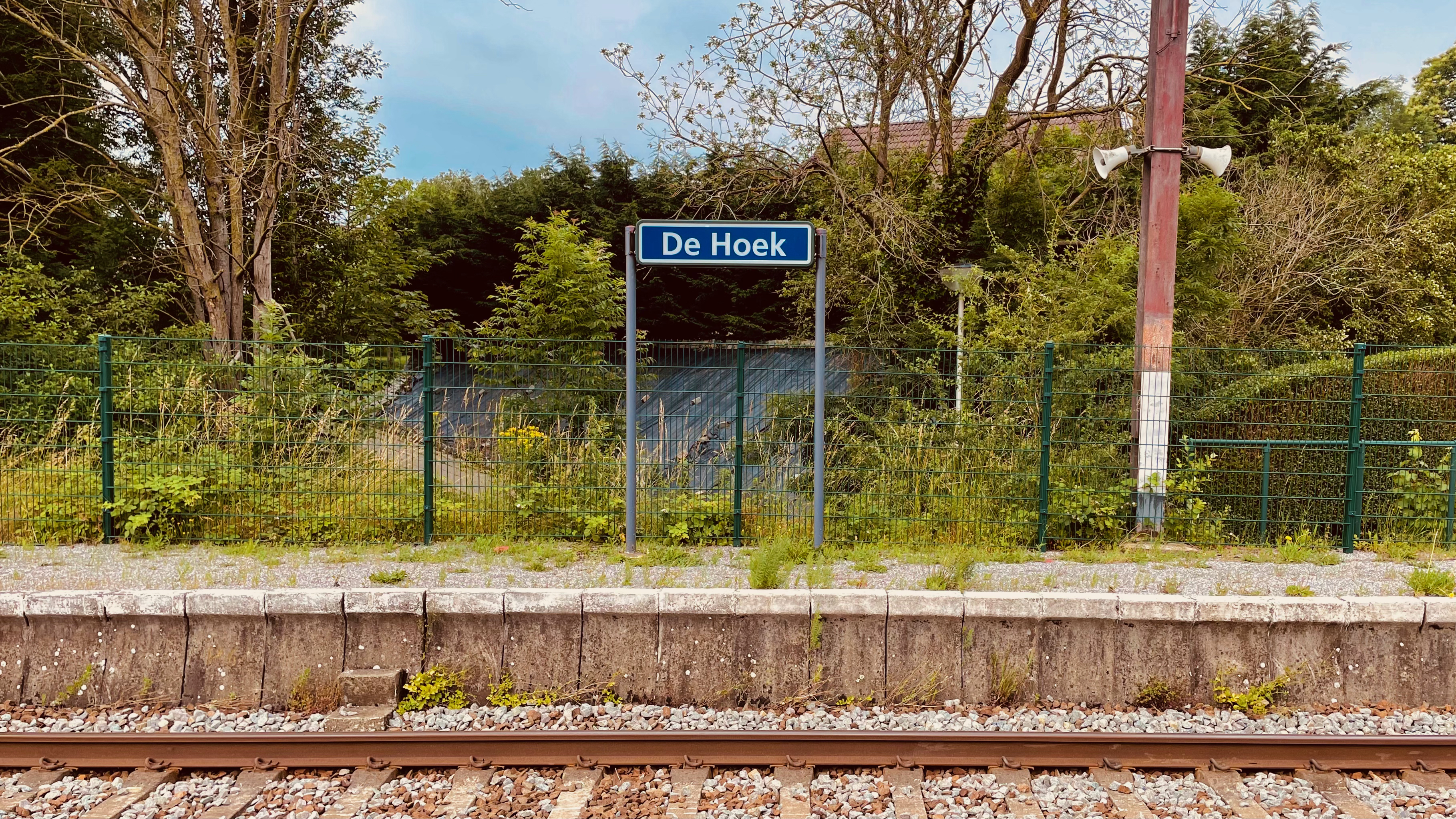
Nom de la gare.
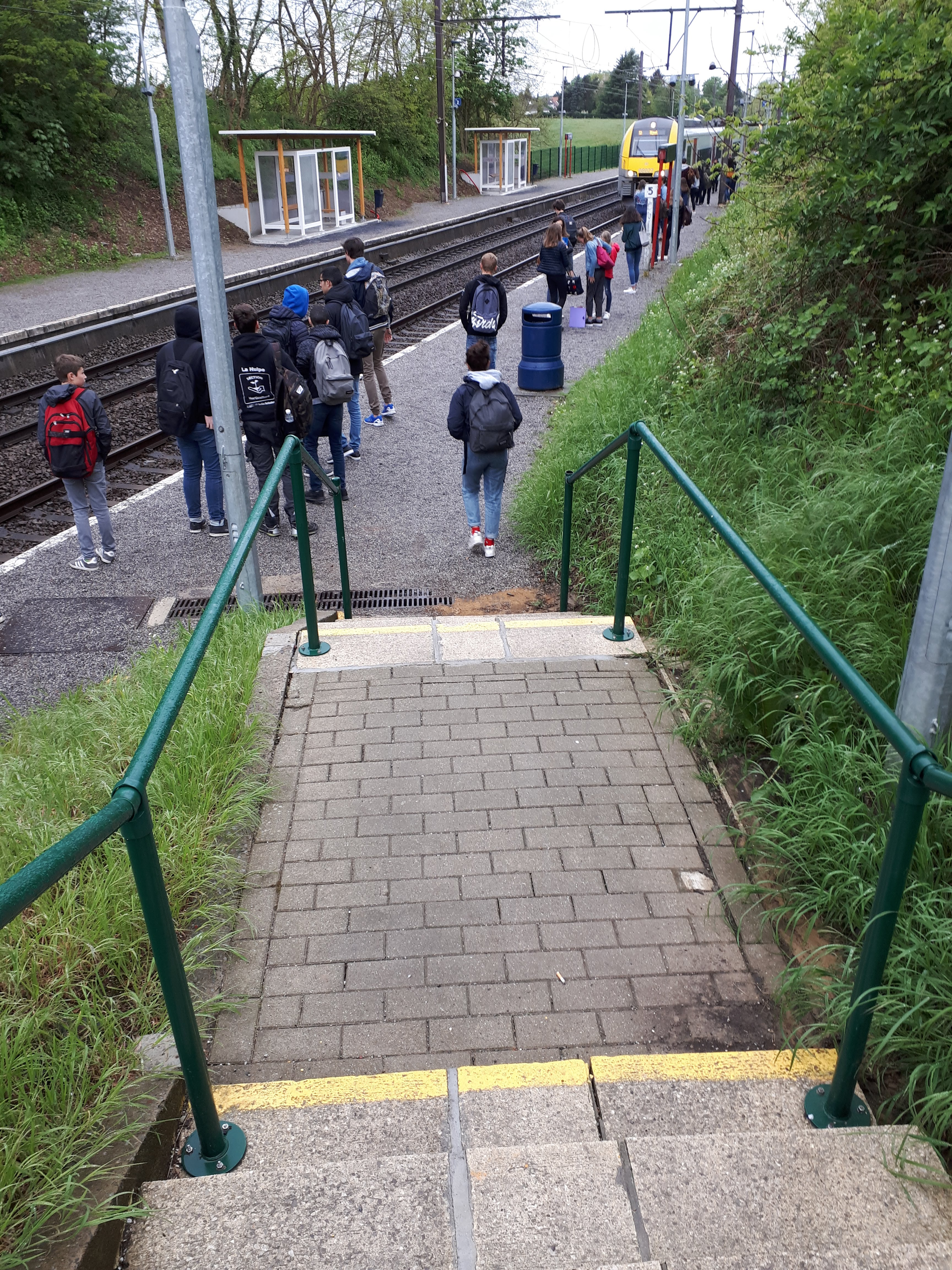
Arrivée d'un train S1.